# Adiantopsis monticola
Adiantopsis monticola är en kantbräkenväxtart som först beskrevs av Gardn., och fick sitt nu gällande namn av Moore. Adiantopsis monticola ingår i släktet Adiantopsis och familjen Pteridaceae. Inga underarter finns listade.